# 李玉光
參數所指定的目標頁面不存在，建議更正成存在頁面或直接建立下列一個頁面（建立前請先搜尋是否有合適的存在頁面可以取代）：
- 李玉光 (国家土地管理局)

李玉光（1953年6月—），四川省忠县（今属重庆市）人，中华人民共和国工程师、官员。

## 生平
1969年8月参加工作，到重庆市巴县上山下乡，后为西南铝厂工人。1973年9月，入重庆大学冶金与材料工程系学习。1977年7月毕业后，留校担任重庆大学冶金与材料工程系助教。1981年6月，在德国柏林工业大学测量与控制技术研究所自动化专业先后攻读硕士、博士研究生，1986年5月毕业获工学博士学位。1986年5月起，在德国西门子公司博士后工作站接受培训。1988年5月，任德国不来梅大学研究员。1989年5月起，改任意大利航空航天公司微重力研究中心顾问、研究员。1993年9月，改任德国西门子公司电气驱动及标准产品集团部门经理。
1995年5月，任广东省佛山市电器工业总公司副总经理、总工程师。1997年1月，任佛山电器集团公司副总经理、总工程师。1998年3月，任广东劲兆电器集团公司副总经理、总工程师，任至1998年4月。
1998年4月，任佛山市人民政府副市长，并兼任佛山高新技术产业开发区管委会主任。1998年9月起，不再兼任佛山高新技术产业开发区管委会主任。2002年3月起，再度兼任佛山高新技术产业开发区管委会主任，兼任至2003年1月。2003年9月，卸任广东省佛山市人民政府副市长。
2003年9月，李玉光出任国家知识产权局副局长。 　　
1995年至2003年，李玉光担任广东省政协常委。他是第九届、十届、十一届全国政协委员。他还加入中国民主建国会，担任民建中央委员。2008年，当选第十一届全国政协委员，代表中国民主建国会，分入第七组。并担任社会和法制委员会专委。2013年，当选第十二届全国政协常委。